# Neda R. Bric
Neda Rusjan Bric, slovenska igralka in režiserka, * 8. januar 1967, Šempeter pri Gorici. 

## Življenje in delo
Neda Rusjan Bric je po končani Srednji vzgojiteljski šoli v Ljubljani leta 1986 nadaljevala študij dramske igre na Akademiji za gledališče, radio, film in televizijo v Ljubljani v Ljubljani in ga zaključila leta 1995 z vlogo Ranjevske v Čehovem Višnjevem vrtu. Po študiju se je redno zaposlila v Slovenskem mladinskem gledališču (SMG), s katerim je sodelovala že od leta 1993. Igrala je tudi v več filmih, televizijskih nadaljevankah …
Leta 2005 je zasnovala svoj prvi avtorski projekt, Trieste–Alessandria Embarked (Štorja od Lešandrink), v katerem je tematizirala fenomen aleksandrink. Z njim so gostovali tudi na Festivalu Aleksandrijske knjižnice. Ob tem pridobljene izkušnje je poglobila z magistrskim študijem režije na AGRFT, ki ga je uspešno končala s predstavo Eda – zgodba bratov Rusjan (SMG in SNG Nova Gorica). Od tedaj redno režira in doslej je bila vedno tudi avtorica dramskih predlog za svoje projekte. Poleg predstav ima za seboj več uspelih državnih proslav in drugih prireditev. Deluje tudi kot pedagoginja v okviru šole uporabnih umetnosti Famul Stuart.
Od 19. 8. 2014 do 19. 8. 2016 je bila v. d. direktorja SNG Nova Gorica.

## Nagrade[4]
- 2019 nagrada Mira
- 2015 Bršljanov venec, priznanje Združenja dramskih umetnikov Slovenije (ZDUS) za umetniške dosežke[5],
- 2014 Bršljanov venec 2014, priznanje Združenja dramskih umetnikov Slovenije za umetniške dosežke za idejno zasnovo, besedilo, režijo in celostno realizacijo predstave Nora Gregor – skriti kontinent spomina[6],
- 2013 Nagrada Franceta Bevka Mestne občine Nova Gorica za izjemno stvaritev trilogije predstav o aleksandrinkah, bratih Rusjan in Simonu Gregorčiču[5],
- 2012 Nagrada tantadruj za gledališki dosežek za avtorski projekt Kdor sam do večera potuje skozi svet (Simon Gregorčič) [7],
- 2010 nagrada ZDUS za vlogo M v predstavi Sla (Crave),
- 2009 nagrada satir za posebne umetniške dosežke predstavi Eda – zgodba bratov Rusjan na festivalu SKUP 2009 na Ptuju.